# Inferno (Betriebssystem)
Inferno ist ein verteiltes Computer-Betriebssystem, das von den Bell Laboratories stammt.
Inferno basiert auf Plan 9, einem Betriebssystem, das der Unix-Philosophie folgt, dass jede Kommunikation mit dem Betriebssystem über Dateien zu erfolgen habe. Für den ursprünglichen Entwurf von Inferno waren unter anderen die Entwickler Rob Pike und Dennis Ritchie verantwortlich.
Inferno ist in der Programmiersprache C geschrieben. Für die Programmierung von Anwendungsprogrammen wird jedoch die Sprache Limbo verwendet, die wie Java Bytecode produziert, der von einer virtuellen Maschine ausgeführt wird. Inferno stellt minimale Anforderungen an die Hardware: so läuft es auf Systemen ohne Memory Management Unit und mit nur 1 MB Arbeitsspeicher.
Jedes Anwenderprogramm kommuniziert mit seiner Umgebung über virtuelle Dateien, die neben normalen Dateien auch Geräte, Prozessinformationen, Netzwerkverbindungspunkte usw. darstellen können. Über ein gemeinsames Protokoll, Styx, kann darauf lokal wie auch über das Netzwerk zugegriffen werden. Das Protokoll erlaubt das Durchlaufen der Dateihierarchie (walk ‚laufen‘) und die klassischen Dateioperationen wie read (‚lesen‘) und write (‚schreiben‘). Zugriff auf Geräte wird über Dateinamen wie /dev/mouse (Maus) oder /dev/screen (Bildschirm) bewerkstelligt. Der Bildschirm und die Maus können dabei auf einem anderen Rechner sein, der Zugriff geschieht dann transparent über das Netzwerk. Jedes Anwendungsprogramm sieht dabei seine eigene Version einer Datei oder eines Geräts. /dev/mouse liefert zum Beispiel nur Daten an das Anwendungsprogramm, wenn das zugehörige Fenster auch aktiv ist.
Inferno wird wie Unix in den 1970er Jahren mit einer vollständigen Entwicklungsumgebung inklusive C-Compiler geliefert. Es läuft als eigenständiges Betriebssystem auf Computern mit verschiedenen Prozessoren wie x86, Intel XScale, IBM PowerPC, PA-RISC, ARM StrongARM, MIPS und Sun SPARC. Daneben ist auch der Betrieb auf einem Hostsystem wie Linux (x86), FreeBSD, Solaris oder Plan 9 möglich, experimentell auch auf Android-Smartphones. Sogar unter dem Microsoft Internet Explorer läuft es mit Hilfe eines Plug-ins. Da der Bytecode der Limbo-Anwendungen für jede Architektur gleich ist, können Inferno-Anwendungen überall ohne Neuübersetzung laufen.
Inferno wird seit 2000 von Vita Nuova Inc., York, England vertrieben und weiterentwickelt. Der Quelltext ist mit einer GPL-ähnlichen Lizenz erhältlich.